# Gonomyia pararamifera
Gonomyia pararamifera là một loài ruồi trong họ Limoniidae. Chúng phân bố ở miền Australasia.